# Federalny Sąd Pracy (Niemcy)
Federalny Sąd Pracy (Bundesarbeitsgericht, BAG) – najwyższa instancja wyspecjalizowanego sądownictwa pracy w Niemczech. Jest razem z Federalnym Trybunałem Sprawiedliwości, Federalnym Sądem Administracyjnym, Federalnym Sądem Socjalnym i Federalnym Trybunałem Finansowym jednym z pięciu najwyższych niemieckich sądów.
Federalny Sąd Pracy działa na mocy ustawy o sądach pracy z 1979 r. (Arbeitsgerichtsgesetz) i ma siedzibę w Erfurcie.
Od 1 stycznia 2022 sądem kieruje Inken Gallner.

## Personel
W dziesięciu senatach orzeka 34 sędziów. Ponadto w sądzie działa ponad stu współpracowników niebędących sędziami, w tym przeciętnie 11 współpracowników naukowych (listopad 2005).

## Kolegia orzekające
We wszystkich sprawach orzeka senat obsadzony trzema sędziami zawodowymi i jednym sędzią honorowym, wybranym spośród kandydatur przedstawionych z jednej strony przez związki zawodowe, z drugiej – przez organizacje pracodawców.
Właściwość każdego senatu wynika z wewnętrznego planu przydziału spraw.

## Siedziba
Federalny Sąd Pracy rozpoczął działalność w kwietniu 1954 w Kassel. W toku przemian związanych ze zjednoczeniem Niemiec Niezależna Komisja ds. Ustroju Federalnego postanowiła w maju 1992 o przeniesieniu sądu do Turyngii. W roku 1993 wskazano stolicę Turyngii, Erfurt, jako jego siedzibę. Projekt nowej siedziby stworzyła Gesine Weinmiller, a budowę wykonano w latach 1996–1999. Za urządzenie pobliskiego parku odpowiadał Dieter Kienast. 22 listopada 1999 sąd wznowił działalność w Erfurcie.

## Prezydenci Federalnego Sądu Pracy
- Hans Carl Nipperdey (1954–1963)
- Gerhard Maria Müller (1963–1981)
- Otto Rudolf Kissel (1981–1994)
- Thomas Dieterich (1994–1999)
- Hellmut Wißmann (1999–2005)
- Ingrid Schmidt (2005–dziś)